# Johannes Pautke

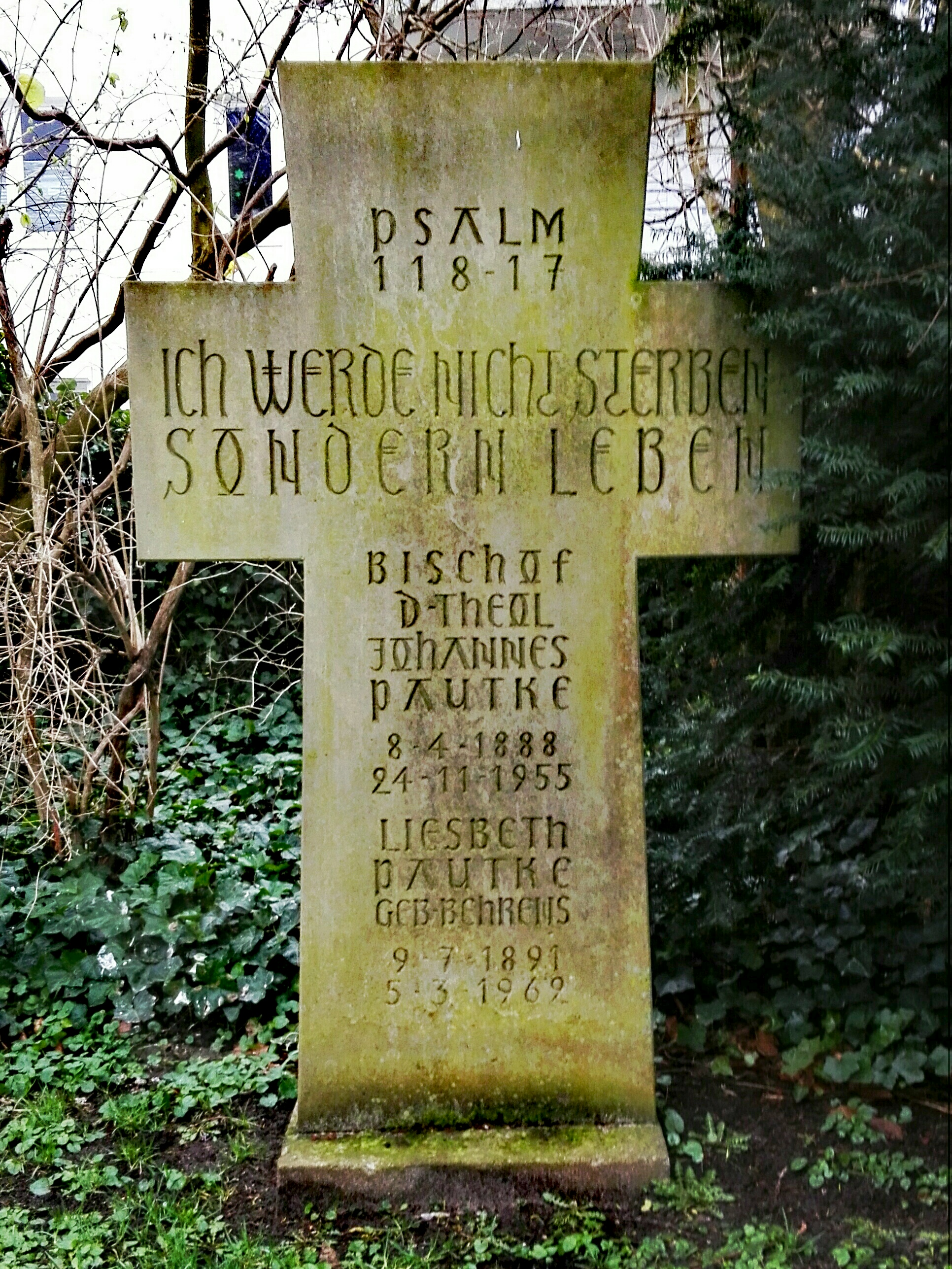
Auf dem St. Lorenz-Friedhof

Johannes Pautke (* 8. April 1888 in Freienwalde; † 24. November 1955 in Lübeck) war ein deutscher lutherischer Theologe und Bischof.

## Leben
Johannes Pautke legte 1910 nach Studien in Rostock, Halle und Berlin sein Erstes und 1912 nach einer Zeit im Domkandidatenstift in Berlin sein Zweites Theologisches Examen ab. Nach seiner Ordination wurde er zunächst Hilfsprediger in Rixdorf/Neukölln, dann 1914 auf Usedom. 1914 wurde er zum Pastor an der Lübecker Marienkirche berufen. Im Kirchenkampf ab 1933 gehörte er zu den profilierten Vertretern der Bekennenden Kirche in Lübeck, wofür er auf Betreiben des deutschchristlichen Bischofs Erwin Balzer und des Senators Hans Böhmcker im Dezember 1936 mit Amtsverlust und Hausarrest diszipliniert wurde. Beide Maßnahmen mussten nach Protesten und Verhandlungen jedoch im April 1937 zurückgenommen werden. Mit dem Luftangriff auf Lübeck am 29. März 1942 musste er die weitgehende Zerstörung der Marienkirche erleben. 1945 wurde er Propst und Mitglied der Kirchenleitung, 1948 Bischof der Evangelisch-Lutherischen Kirche in Lübeck. Von der Theologischen Fakultät der Universität Kiel erhielt er 1951 im Rahmen der 700-Jahr-Feier der Marienkirche die Ehrendoktor-Würde.

## Schriften
- Die Zerstörung der St.-Marien-Kirche in der Nacht vom 28. zum 29. März 1942, in: Das Buch von St. Marien zu Lübeck. Im Auftrag der Kirchenleitung hrsg. von Paul Brockhaus. Stuttgart: Evang. Verlagswerk [1951], S. 88–01